# Columbus County
Columbus County ist ein County im Bundesstaat North Carolina der Vereinigten Staaten. Der Verwaltungssitz (County Seat) ist Whiteville, das nach James White benannt wurde, der das Land für die Stadt zur Verfügung stellte. Unter den Tabakproduzierenden Countys rangiert das Columbus County in den Vereinigten Staaten an Platz 7.

## Geographie
Das County liegt fast im äußersten Südsüdwesten von North Carolina, grenzt im Südwesten an South Carolina, ist im Osten etwa 60 km vom Atlantik entfernt und hat eine Fläche von 2470 Quadratkilometern, wovon 44 Quadratkilometer Wasserfläche sind. Es grenzt im Uhrzeigersinn an folgende Countys: Bladen County, Pender County, Brunswick County und Robeson County.
Columbus County ist in 15 Townships aufgeteilt: Bogue, Bolton, Bug Hill, Cerro Gordo, Chadbourn, Fair Bluff, Lees, Ransom, South Williams, Tatums, Lake Waccamaw, Welch Creek, Western Prong, Whiteville und Williams.

## Geschichte
Columbus County wurde am 15. Dezember 1808 aus Teilen des Bladen County und des Brunswick County gebildet. Benannt wurde es in Gedenken an Christoph Kolumbus.

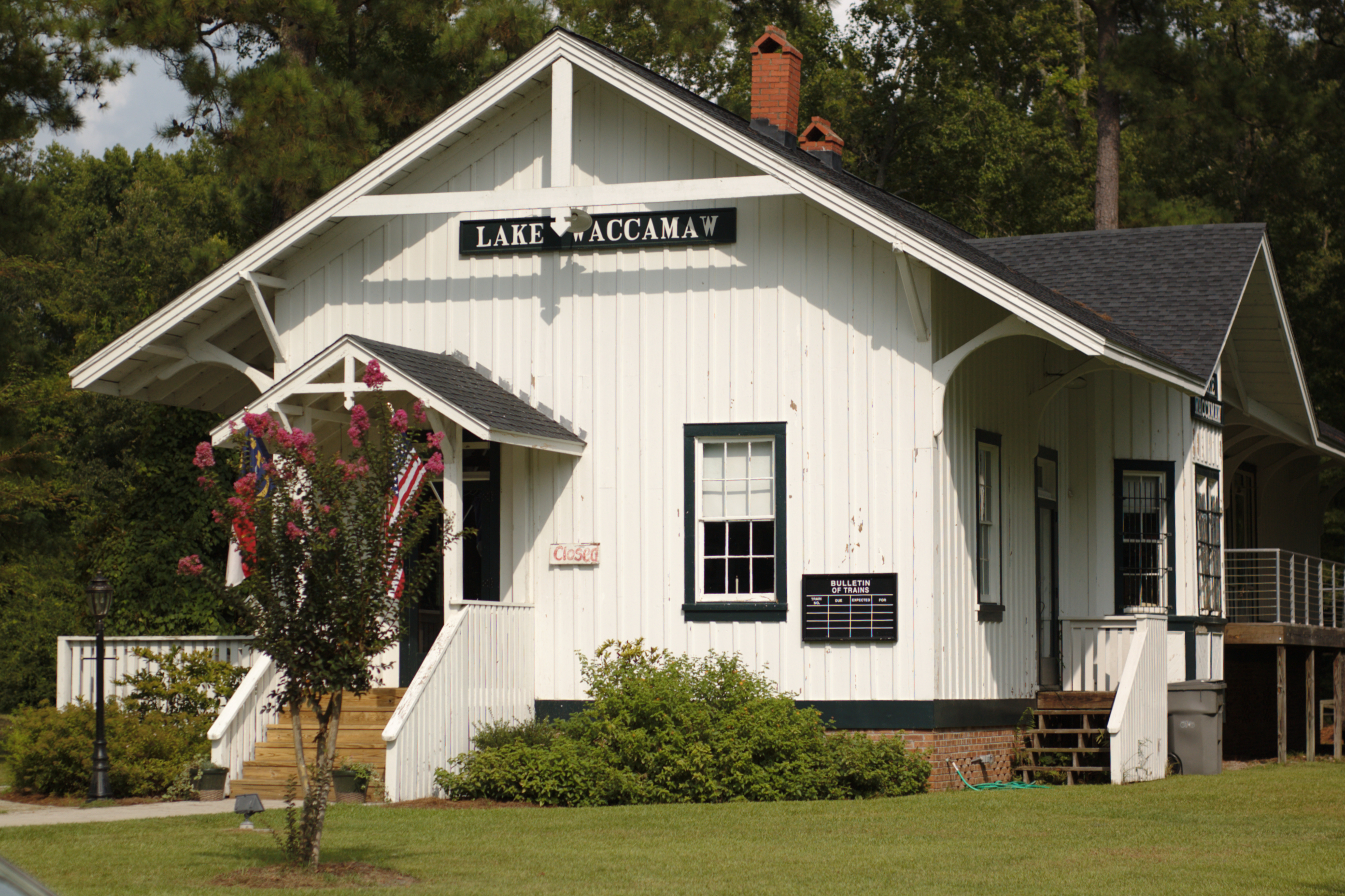
Das Lake Waccamaw Depot (2009) ist einer von vier Einträgen des Countys im National Register of Historic Places.

Vier Bauwerke und Stätten des Countys sind insgesamt im National Register of Historic Places eingetragen (Stand 24. Februar 2018).

## Demografische Daten
Nach der Volkszählung im Jahr 2000 lebten im Columbus County 54.749 Menschen. Davon wohnten 1.379 Personen in Sammelunterkünften, die anderen Einwohner lebten in 21.308 Haushalten und 15.043 Familien. Die Bevölkerungsdichte betrug 23 Einwohner pro Quadratkilometer. Ethnisch betrachtet setzte sich die Bevölkerung zusammen aus 63,45 Prozent Weißen, 30,93 Prozent Afroamerikanern, 3,12 Prozent amerikanischen Ureinwohnern, 0,22 Prozent Asiaten, 0,03 Prozent Bewohnern aus dem pazifischen Inselraum und 1,48 Prozent aus anderen ethnischen Gruppen; 0,77 Prozent stammten von zwei oder mehr Ethnien ab. 2,32 Prozent der Bevölkerung waren spanischer oder lateinamerikanischer Abstammung.
Von den 21.308 Haushalten hatten 31,5 Prozent Kinder unter 18 Jahren, die bei ihnen lebten. 50,8 Prozent davon waren verheiratete, zusammenlebende Paare, 15,8 Prozent waren allein erziehende Mütter und 29,4 Prozent waren keine Familien. 26,5 Prozent waren Singlehaushalte und in 11,7 Prozent lebten Menschen mit 65 Jahren oder älter. Die Durchschnittshaushaltsgröße betrug 2,50 und die durchschnittliche Familiengröße war 3,01 Personen.
25,7 Prozent der Bevölkerung waren unter 18 Jahre alt. 8,7 Prozent zwischen 18 und 24 Jahre, 27,4 Prozent zwischen 25 und 44 Jahre, 24,4 Prozent zwischen 45 und 64, und 13,8 Prozent waren 65 Jahre alt oder Älter. Das Durchschnittsalter betrug 37 Jahre. Auf alle weibliche Personen kamen 92,6 männliche Personen. Auf alle Frauen im Alter von 18 Jahren oder darüber kamen 89,4 Männer.
Das jährliche Durchschnittseinkommen eines Haushalts (Median) betrug 26.805 US-$, das Durchschnittseinkommen einer Familie 33.849 $. Männer hatten ein Durchschnittseinkommen von 28.494 $, Frauen 19.867 $. Das Prokopfeinkommen betrug 14.415 $. 22,7 Prozent der Bevölkerung und 17,6 Prozent der Familien lebten unterhalb der Armutsgrenze. 30,0 Prozent von ihnen sind Kinder und Jugendliche unter 18 Jahre und 25,5 Prozent sind 65 Jahre oder älter.